# Ginette Neveu
Ginette Neveu (ur. 11 sierpnia 1919 w Paryżu, zm. 28 października 1949 na São Miguel, Azory) – francuska skrzypaczka, zwyciężczyni Międzynarodowego Konkursu Skrzypcowego im. Henryka Wieniawskiego.

## Życiorys
Ginette Neveu urodziła się w rodzinie o muzycznych tradycjach. Jej matka była siostrzenicą kompozytora Charles’a-Marie Widora (1844–1937), a brat pianistą. Jako cudowne dziecko pobierała lekcje skrzypiec u matki, a mając 7 lat zadebiutowała grając w Paryżu z Colonne Orchestra. Rodzice zdecydowali wysłać ją na studia do Line Talluel, a następnie do Konserwatorium Paryskiego do Jules’a Boucherita. Pracując pod kierunkiem George’a Enescu, Nadii Boulanger i Carla Flescha zakończyła studia.
W wieku 15 lat wzięła udział i zwyciężyła w I edycji Międzynarodowego Konkursu im. H. Wieniawskiego (1935), wyprzedzając Dawida Ojstracha, który zajął drugie miejsce. Ten sukces przyniósł jej dwuletni kontrakt koncertowy po największych salach koncertowych Niemiec, Polski, ZSRR, USA i Kanady.
Jej karierę przerwał wybuch II wojny światowej. Odbyła dwa długie tournée po powojennej Europie wraz z akompaniującym jej bratem Jean-Paulem, zagrała koncerty na Międzynarodowym Wiosennym Festiwalu Muzycznym w Pradze. Grała w Australii i odbyła tournée po Ameryce Północnej. Powróciła także na scenę koncertową Stanów Zjednoczonych. Jej grę charakteryzowała energia, siła i moc oraz nieskazitelna intonacja, jest uznawana za jedną z najwybitniejszych wiolinistek, pomimo że jej kariera zakończyła się w bardzo młodym wieku.
Ostatni koncert dała 20 października 1949, a tydzień później, 28 października, wraz z bratem zginęła w katastrofie lotniczej na Azorach.